# Секст Проперций
Секст Аврелий Проперций (на латински: Sextus Aurelius Propertius, 50 г. пр.н.е.-15 г. пр.н.е.) е древноримски елегически поет.
Заедно с Виргилий и Овидий, Проперций принадлежал към поетическото общество на неотериците, организирало се около Меценат. Баща му бил богат, но загубил част от земите си, при отчуждаването им от Октавиан Август в полза на ветераните.
Проперций се сближил с Овидий и прекарал голяма част от живота си в Рим.
До наши дни са достигнали 4 книги от неговите „Елегии“.
Основно стиховете му се посветени на любовта му към красавицата Цинтия, под чието име, според думите на Апулей, всъщност се криела жена на име Хостия.